# 許常德
許常德（Adam Hsu，1963年1月8日—），台灣流行歌曲作詞人，出生於高雄市岡山區（從高雄縣岡山鎮縣市合併升格改名）。於世界新聞專科學校編輯採訪科（今世新大學新聞學系）畢業。參與作詞的歌曲包括范曉萱《健康歌》、許茹芸《如果雲知道》等歌曲。2022年以良辰吉時片頭曲《I Promise》獲得金鐘獎主題歌曲獎，之後被認定這首歌原為大甲媽祖繞境活動主題曲，後被黃熙導演選為《良辰吉時》片頭曲而發布改編的版本，2022年11月1日文化部決議因歌曲並非原創而撤銷得獎資格。

## 音樂作品
- Twins - 《無敵超人》、《莫斯科沒有眼淚》、《只要我長大》
- 張雨生 - 《我是一棵秋天的树》、《一天到晚游泳的魚》、《西风的话》
- 南方二重唱 - 《不告而別》、《愛的包袱》
- 周華健 - 《我的情歌》
- 王力宏 - 《流淚手心》
- 蘇慧倫 - 《Lemon Tree》、《傻瓜》、《鴨子》、《失恋万岁》
- 范曉萱 - 《雪人》、《暈了》、《潛意識》、《深呼吸》、《豬你生日快樂》、《健康歌》、《氧氣》、《稍息立正站好》、《Rain》、《我愛洗澡》、《豆豆龍》、《I Promise》
- 許茹芸 - 《淚海》、《如果雲知道》、《我依然愛你》、《破晓》、《愛情電影》、《你的眼睛》、《愛在黑夜》、《独角戏》、《美梦成真》、《日光机场》、《你是最爱》
- 齊秦 - 《往事隨風》、《暴雨將至》、《這一次我絕不放手》、《懸崖》、《絲路》、《命運的深淵》、《我拿什麼愛你》、《海和天空》、《朦朧》、《煙囪》、《Sophia》
- 陳奕迅 - 《婚禮的祝福》
- 蘇永康 - 《盲人》
- 李翊君 - 《雨蝶》、《沙漠寂寞》、《痛》、《七情六慾》、《我沒有醉》、《誓言謊言》
- 動力火車 -《明天的明天的明天》、《除了愛你還能愛誰》、《無情的情書》、《背叛情歌》、《痛》、《第一滴淚》、《第二次分手》
- 動力火車、蘇永康 -《What About Love》
- 庾澄慶 -《想你‧醒在0:03》、《海嘯》 、《神騎》
- 洪榮宏 -《若是我回頭來牽妳的手》、《别讲再会啦》、《鱼》、《我是你的人》、《吃过子拜树头》、《请你嫁给我》、《感情分开住》
- 游鴻明 -《狂悲狂喜》、《无人知晓的雨丝》、《风雨中的朋友》、《你不怕我不怕》、《别放开你的手》、《不可歌》
- 彭佳慧 -《愛到無路可退》、《心酸的情歌》
- 范逸臣 -《Piano》
- 王菲 -《矜持》
- 張學友 -《三天兩夜》、《真愛》
- 林憶蓮 - 《這些那些》、《越愛越美麗》、《我心仍在 與劉得京合填》
- 中國娃娃 -《單眼皮女生》、《發財發福中國年》、《求愛響尾蛇》、《我該怎麼辦》、《啊! Happy Little Eyes》、《哥哥妹妹採茶歌》、《我愛你》、《我演的是我》、《蚊子愛情進行曲》、《不要你的禮物》、《Boom》、《我不想想你》、《雅麗的男朋友》、《萬歲萬歲萬萬歲》、《環遊世界Ding Ding Dong》
- 黃乙玲 -《無字的情批》、《感謝無情人》、《愛你無條件》、《今生愛過的人》、《燒滾滾冷冰冰》、《放我去飛》、《来去故乡迺夜市》、《十二月的情批》、《镜》、《对不起》、《恩情》、《失恋雨》、《爱人的行李》、《绝版的恋歌》、《你的新衫》、《有缘熟识无缘爱》、《哑巴情歌》、《可恨爱的人》《Radio的點歌心情》
- 邰正宵 - 《爱归零》、《单情弦》
- 周慧敏 - 《有了愛》
- 陈明真 - 《百万个吻》
- 高胜美 - 《蝶儿蝶儿满天飞》
- 裘海正 - 《爱我的人和我爱的人》、《懂爱的人》、《我不是真的醉》
- 容祖儿 - 《挥着翅膀的女孩》
- 吴佩慈 - 《闪着泪光的决定》
- 熊天平 - 《爱情多恼河》、《雪候鸟》、《愚人码头》、《爱情电影》、《你的眼睛》
- 许美静 - 《快乐无罪》、《荡漾》
- 陳潔儀 - 《傷了和氣》、《不要》、《恐龍族》、《沉睡中的你》、《野草閒花》、《昨天》、《男人真有趣》、《情人》、《拖鞋》、《虧欠》、《郵差》、《體溫》、《活得更精彩》、《再愛一回》、《限制級》、《那天那夜》、《輕佻》、《手套情書》、《願望》、《被風吹散的人們》
- 左安安 - 《我愿跟随你》
- 梁詠琪 - 《口香糖》、《曙光》
- 林志颖 - 《我不后悔》
- 刘若英 - 《花季未了》、《四月天》
- 孟庭苇 - 《不下雨就出太阳吧》 、《給愛之語》 、《你是我不該靠近的人》
- 陳雨霈 - 《菜鳥探戈》
- 鄭秀文 - 《承諾》
- 葉蒨文 - 《我心深處》、《不會有誰能讓我後悔》
- 黃思婷 - 《我甘願為你吃苦》
- 江得勝 - 《掏空天空天空》
- 辛欣  - 《我一直站在被你傷害的地方》
- 畢書盡 - 《黑與白》
- 朱俐靜 - 《跑》
- 何嘉莉 - 《出發》
- J.Arie - 《無永無遠》
- 袁詠儀 - 《沒什麼》
- 蕭瀟 - 《愛要坦蕩蕩》、《你在裡面》
- 劉伊心 - 《BF還是FB》
- 郭富城 - 《信鴿》、《忠貞不二》
- 朱茵 - 《踢踢踏》、《洗髮精》、《逃兵》、《魔鏡》、《纏住纏綿》、《鬧鐘》、《愛上癮》
- 陳冠希 - 《超速遊戲》
- 林心如 - 《投懷送抱》、《雲深深雨濛濛》、《夜宿蘭桂坊》、《冬眠地圖》
- 坣娜 - 《傷心邊境》
- 楊千嬅 - 《微笑》、《寂寞的人不只是我》、《我要搬到天母》、《寂寞的存摺》
- 张清芳-《永远的微笑》
- 陳小霞 - 《打腳姐仔》、《聽歌的人》
- 呂方 - 《愛飛翔》、《你改變了我的世界》
- 方文琳 - 《面紗》
- 李玟 - 《貓》
- 王識賢 - 《迷星記》
- 王夢麟 - 《我知道我變了樣》
- 鄭中基 - 《火柴》
- 劉愷威 - 《愛情三日遊》
- 孫耀威 - 《失去》
- 李彩華 - 《第33天》
- 倫永亮 - 《足夠愛》
- 鄭伊健 - 《你不要走》
- 王傑 -《替身》
- 梁朝偉 - 《不流淚的舞台》
- 孫淑媚 王識賢-《疼乎入心》
- 唐文龍 - 《忠愛》
- 梁漢文 - 《蝴蝶來過這世界》
- 張衛健 - 《天生好手》

## 主持作品

### 廣播
- 台北廣播電台 觀點靈

### 電視
- 公視、八大第一台《台灣紅歌100年》

## 出版作品
- 1991年，《恍然明白：李碧華的心情》， 皇冠，ISBN 9573305267
- 2006年，《失眠特快車》， 喜樂亞 ，ISBN  4715716101014
- 2006年，《明信片》， 喜樂亞 ，ISBN  4715716108020
- 2006年，《12男女星座惡評》， 喜樂亞 ，ISBN  9789868171923
- 2009年，《愛 該有五個情人:愛的100個提醒》，三采文化，ISBN 9789862291023
- 2010年，《母愛真可怕？》，三采文化，ISBN 9789862292211
- 2010年，《中年男人地下手记》，時報文化，ISBN 9789571352244
- 2010年，《愛情命運王牌》，時報文化，ISBN 9789571353111
- 2011年，《面具之上》，圓神，ISBN 9789861333779
- 2012年，《不寂寞，也不愛情》，時報文化，ISBN 9789571356662
- 2014年，《愛情答非所問》，時報文化，ISBN 9789571358949
- 2014年，《重返單身》，時報文化，ISBN 9789571361383
- 2016年，《有時孤獨比擁抱實在》，百花洲文藝，ISBN 9787550015579
- 2017年，《鬆綁之書》，時報文化，ISBN 9789571369686
- 2017年，《感謝之書》，時報文化，ISBN 9789571369693
- 2017年，《旅行之書》，時報文化，ISBN 9789571369785
- 2017年，《放下之書》，時報文化，ISBN 9789571369792
- 2017年，《母愛真可怕》，時報文化，ISBN 9789571369822
- 2020年，《許常德的愛情箴言-愛的練習題Q&A》，愛播聽書FM
- 2025年，《A-Ter Word有所德》，千魚娛樂，ISBN 9786269898480

## 許常德作品精選集
以下歌曲，詳情請上YouTube播放清單 （页面存档备份，存于）
陳淑樺 - Let Me Know
童安格 - Vino Vino
齊秦 - 往事隨風 
齊秦 - 暴雨將至 
齊秦 - 這一次我絕不放手 
齊秦 - 懸崖 
齊秦 - 絲路 
齊秦 - 命運的深淵 
齊秦 - 我拿什麼愛你  
齊秦 - 朦朧 
齊秦 - 煙囪 
齊秦 - Sophia 
周華健 - 我的情歌 
張學友 - 真愛 
張學友 - 三天兩夜 
庾澄慶 - 想你,醒在0點03分 
庾澄慶 - 海嘯 
葉蒨文 - 我心深處 
葉蒨文 - 不會有誰能讓我後悔 
裘海正 - 愛我的人和我愛的人 
裘海正 - 懂愛的人 
裘海正 - 我不是真的醉 
鄺美雲 - 今晚我是你的 
鄺美雲 - 很想牢牢地抱住你 
呂方 - 愛飛翔 
呂方 - 你改變了我的世界 
林隆璇 - 不願唱情歌 
邰正宵 - 愛歸零 
邰正宵 - 單情絃 
林憶蓮 - 這些那些 
林憶蓮 - 愈愛愈美麗 
杜德偉&林憶蓮 - 我心仍在 
郭富城 - 信鴿 
陳明真 - 百萬個吻 
蘇永康 - 盲人
蘇永康 - 寫妳 
坣娜 - 傷心邊境 
伍思凱 - 忘了愛我官方正式版
伍思凱 - 惘然記官方正式版 
游鴻明 - 狂悲狂喜 
游鴻明 - 無人知曉的雨絲 
游鴻明 - 風雨中的朋友 
游鴻明 - 你不怕我不怕 
游鴻明 - 別放開你的手 
游鴻明 - 不可歌 
動力火車 - 明天的明天的明天 
動力火車 - 除了愛你還能愛誰 
動力火車 - 無情的情書 
動力火車 - 背叛情歌 
動力火車 - 第一滴淚 
王祖賢 - 我的加法 
張信哲 - 雨後 
周慧敏 - 時間 
周慧敏 - 你對我是認真的嗎 
李翊君 - 你那麼愛她 
李翊君 - 逆風順風 
李翊君 - 忘年生死戀 
李翊君 - 情陷紅塵 
李翊君 - 愛像燭火
李翊君 - Remember 
李翊君 - 重生 
李翊君 - 雨蝶 
李翊君 - 沉迷 
李翊君 - 沙漠寂寞
李翊君 - 我沒有醉 
李翊君 - 猎人 
李翊君 - 誓言謊言 
李翊君&動力火車 - 痛 
李翊君 - 太陽 
李翊君 - 愛一步恨一步 
李翊君 - 七情六欲 
王馨平 - 在我心裡放了一把椅子 
王馨平 - 受害者 
王馨平 - 我愛廚房 
王菲 - 矜持 
陶晶瑩 - 十天又三天  
莫文蔚 - 更衣室 
莫文蔚 - 拆信 
莫文蔚 - 是非題 
熊天平 - 愛情多惱河 
孟庭葦 - 不下雨就出太陽吧 
孟庭葦 - 給愛之語
孟庭葦 - 你是我不該靠近的人 
劉若英 - 花季未了 
劉若英 - 四月天 
蘇慧倫 - Lemon Tree 
蘇慧倫 - 傻瓜 
蘇慧倫 - 鴨子 
蘇慧倫&莫文蔚 - 失戀萬歲 
左安安 - 我願跟隨你
袁詠儀 沒什麼 
朱茵 - 踢踢踏
朱茵 - 洗髮精 
朱茵 - 魔镜 
辛龍 - 小魚兒
品冠 - 從來沒有想過 
鄭秀文 - 承諾 
陳慧琳 - 放開你 
陳慧琳 - 青鳥 
陳潔儀 - 傷了和氣 
陳潔儀 - 那天那夜 
陳潔儀 - 輕佻 
許美靜 - 快樂無罪 
許美靜 - 蕩漾 
吳佩慈 - 閃著淚光的決定 
彭佳慧 - 愛到無路可退 
彭佳慧 - 心酸的情歌 
許茹芸 - 淚海 
許茹芸 - 如果雲知道 
許茹芸 - 我依然愛你
許茹芸 - 破曉 
許茹芸 - 愛情電影 
熊天平&許茹芸 - 你的眼睛 
許茹芸 - 愛在黑夜
許茹芸 - 獨角戲
許茹芸 - 美夢成真 
許茹芸 - 日光機場 
許茹芸 - 你是最愛 
陳奕迅 - 婚禮的祝福 
陳奕迅 - 我的開始在這裡 
林志穎 - 我不後悔
李玟 - 每一次想你 
王力宏 - 流淚手心 
梁詠琪 - 口香糖 
梁詠琪 - 寂寞公寓 
林心如 - 投怀送抱 
林心如 - 雲深深雨濛濛 
范曉萱 - 深呼吸 
范晓萱 - 領銜主演 Leading starring 
范曉萱 - 小偷 
范曉萱 - Rain
范曉萱&王英州 - 相約1999 
范曉萱 - 健康歌 
范曉萱 - 稍息立正站好 
范曉萱 - 豆豆龍 
范曉萱 - 小魔女的魔法書 
范曉萱 - 最最親愛 
范曉萱 - 讓愛發光 
范曉萱 - 處處都有你 
范曉萱 - 雪人 
范曉萱 - 暈了 
范曉萱 - 潛意識 
范曉萱 - 張牙舞爪 
范曉萱 - 我愛洗澡 
范曉萱 - 豬你生日快樂 
范曉萱 - 看電視 
范曉萱 - 找愛 
范曉萱 - 刷牙歌 
范曉萱 - 夢的撲滿 
范曉萱 - 氧氣 
劉允樂 - 最後一次禱告 
蕭瀟 - 愛要坦蕩蕩 
蕭希榆 - 你在裡面
蕭亞軒 - 上鉤了 
蔡依林 - 快有愛 
蔡依林 - 捕手 
謝霆鋒 - 冰河 
陳冠希 - 超速遊戲 
何俐恩 - 出發 
容祖兒 - 揮著翅膀的女孩 
Twins - 無敵超人 
Twins - 莫斯科沒有眼淚 
Twins - 只要我長大 
劉伊心 - BF還是FB 
言野 - 超人的孤獨 
畢書盡 - 黑與白 
J.Arie - 無永無遠
王傑 - 替身

## 外部連結
- 許常德的地下手記的Facebook專頁
- KKBOX專欄作家列表 許常德 （页面存档备份，存于）
- 許常德960首創作被迫轉讓 － 梁馬利要求音樂著作抵債 全案可上訴